# Taraperla pseudocyrene
Taraperla pseudocyrene is een steenvlieg uit de familie Gripopterygidae. De wetenschappelijke naam van de soort is voor het eerst geldig gepubliceerd in 1998 door McLellan.